# Social bookmarking
Social bookmarking (tạm dịch là Mạng xã hội đánh dấu trang) là một dịch vụ trực tuyến cho phép người dùng thêm, chú thích, chỉnh sửa và chia sẻ dấu trang của các tài liệu web. Nhiều dịch vụ quản lý bookmark trực tuyến đã ra mắt từ năm 1996; Delicious, được thành lập vào năm 2003, đã phổ biến các thuật ngữ "Social Bookmarking" và "tagging" (có thể hiểu là gắn thẻ). Tag là một tính năng quan trọng của hệ thống Social Bookmarking, cho phép người dùng sắp xếp bookmarks (tạm dịch là dấu trang) của họ và phát triển các từ vựng được chia sẻ được gọi là folksonomies.

## Đặc điểm chung
Không giống như chia sẻ tệp, hệ thống Social Bookmarking không tự lưu tài nguyên, chỉ đánh dấu các tham chiếu đến chúng, tức là lưu lại một liên kết đến trang được đánh dấu. Các mô tả, giới thiệu có thể được thêm vào các dấu trang này dưới dạng siêu dữ liệu, vì vậy người dùng có thể hiểu được nội dung của trang web mà không cần phải tải xuống trước. Những mô tả như vậy có thể là những nội dung văn bản miễn phí, những ý kiến ủng hộ hoặc chống lại chất lượng của nó, hoặc là những tag được gọi chung là Folksonomy.
Trong hệ thống Social Bookmarking, người dùng lưu liên kết đến các trang web mà họ muốn ghi nhớ. Các dấu trang này thường ở chế độ công khai hoặc có thể được lưu riêng tư, chỉ được chia sẻ với những người hoặc nhóm được chỉ định, chỉ được chia sẻ trong một số mạng nhất định hoặc một sự kết hợp khác giữa các miền công cộng và riêng tư mà người dùng muốn. Những người được phép thường có thể xem các dấu trang này theo thời gian, theo danh mục hoặc tag, hoặc thông qua một công cụ tìm kiếm.
Hầu hết các dịch vụ Social Bookmarking khuyến khích người dùng sắp xếp dấu trang của họ bằng các tag không chính thức thay vì hệ thống thư mục dựa trên trình duyệt truyền thống, mặc dù một số dịch vụ có các danh mục là thư mục hoặc có danh mục kết hợp các thư mục và tag. Họ cũng cho phép xem các dấu trang được liên kết với một tag đã chọn và bao gồm thông tin về số lượng người dùng đã đánh dấu chúng. Một số dịch vụ Social Bookmarking cũng rút ra các kết luận từ mối quan hệ của các tag để tạo các cụm tag hoặc dấu trang.
Nhiều dịch vụ Social bookmarking cung cấp nguồn cấp dữ liệu web cho danh sách dấu trang của họ, bao gồm cả danh sách được sắp xếp theo tag. Điều này cho phép người đăng ký nhận biết các dấu trang mới khi chúng được lưu, chia sẻ và gắn thẻ bởi những người dùng khác. Điều này cũng giúp quảng bá trang web của bạn bằng cách kết nối trang web với các điểm đánh dấu sách xã hội khác, cộng tác với nhau
Khi các dịch vụ Social Bookmarking này đã trưởng thành và ngày càng phổ biến, họ đã thêm các tính năng bổ sung khác như xếp hạng và nhận xét về dấu trang, khả năng nhập và xuất dấu trang từ trình duyệt, gửi email dấu trang, chú thích web và các tính năng mạng xã hội khác.

## Lịch sử
Khái niệm về chia sẻ dấu trang trực tuyến được cho là bắt nguồn vào khoảng tháng 4 năm 1996 cùng với sự ra mắt của itList. Một hệ thống khác được gọi là WebTagger, được phát triển bởi một nhóm thuộc Khoa Khoa học tính toán tại NASA, đã được trình bày tại Hội nghị WWW Quốc tế lần thứ sáu tổ chức tại Santa Clara từ ngày 7 đến ngày 11 tháng 4 năm 1997. WebTagger bao gồm một số tính năng đánh dấu trang xã hội tiên tiến bao gồm khả năng cộng tác chia sẻ và sắp xếp dấu trang bằng giao diện dựa trên web, cung cấp nhận xét và sắp xếp chúng theo danh mục. Trong vòng ba năm tiếp theo, các dịch vụ đánh dấu trực tuyến đã trở nên cạnh tranh, cùng với các công ty được hỗ trợ liên doanh như Backflip, Blink, Clip2, ClickMarks, HotLinks và các công ty khác tham gia vào thị trường. Họ đã cung cấp các thư mục để tổ chức dấu trang và cung cấp một số dịch vụ tự động sắp xếp dấu trang vào các thư mục (với mức độ chính xác khác nhau). Blink bao gồm các nút trình duyệt để lưu dấu trang; Backflip cho phép người dùng gửi email dấu trang của họ cho người khác và hiển thị các nút "Backflip this page" trên các trang web đối tác. Tuy nhiên, do thiếu các mô hình doanh thu khả thi, thế hệ đầu tiên của các công ty đánh dấu trang xã hội này đã thất bại khi gặp phải "khủng hoảng kinh tế vào đầu thế kỷ 21".
Được thành lập vào năm 2003, Delicious (sau đó được gọi là del.icio.us) đã tiên phong trong gắn thẻ và đặt ra thuật ngữ Social Bookmarking. Frassle, một hệ thống blog được phát hành vào tháng 11 năm 2003, bao gồm các yếu tố đánh dấu trang xã hội. Năm 2004, khi Delicious bắt đầu hoạt động, các dịch vụ tương tự như Furl, Simpy, Spurl.net đã được phát hành, cùng với CiteULike và Connotea (đôi khi được gọi là dịch vụ trích dẫn xã hội) và hệ thống khuyến nghị liên quan Stumbleupon. Cũng trong năm 2004, trang web chia sẻ hình ảnh trực tuyến Flickr đã được phát hành và lấy cảm hứng từ Delicious, nó bắt đầu bổ sung tính năng gắn thẻ. Năm 2007, IBM đã phát hành sản phẩm Lotus Connections. Năm 2009, Pinboard ra mắt dưới dạng dịch vụ đánh dấu trang với các tài khoản trả phí. Kể từ năm 2012, Furl, Simpy, Spurl.net, Gnolia, Faves và Connectbeam không còn hoạt động.
Digg được thành lập năm 2004 với một hệ thống được dùng để chia sẻ và xếp hạng tin tức xã hội, tiếp theo đó là các đối thủ như Reddit vào năm 2005 và Newsvine vào năm 2006. Kể từ ngày 20 tháng 1 năm 2016, Reddit xếp thứ hạng cao thứ 32 trên thế giới và Digg đã rớt khỏi top 1000.

## Folksonomy
Folksonomy là một hệ thống đơn giản phân loại các từ khoá hoặc là thẻ (tag) được chia sẻ trong hệ thống Social Bookmarking. Các từ khoá hoặc thẻ (tag) được phân phối sao cho không hạn chế hành động của người dùng, đồng thời được phân loại một cách ổn định. Khi hình thức phân loại ổn định như vậy, mối tương quan giữa các từ khoá hoặc thẻ (tag) khác nhau có thể được kiểm tra để xây dựng các biểu đồ đơn giản, có thể được phân vùng một cách hiệu quả các từ khoá để có được một dạng từ vựng cộng đồng hoặc từ vựng chung. Mặc dù các từ vựng như vậy gặp phải một số vấn đề như nó sẽ là từ vựng không chính thức, nhưng chúng có thể được xem là từ vựng đang nổi lên từ các hành động phi tập trung của nhiều người dùng, như một hình thức của dịch vụ đám đông.
Từ cơ sở kết quả của dữ liệu tìm kiếm, có những nhược điểm đối với các hệ thống phân loại Folksonomy: không có bộ từ khóa tiêu chuẩn, không có tiêu chuẩn nào cho cấu trúc của các từ khoá hoặc thẻ (tag) đó (ví dụ: số ít so với số nhiều, viết hoa), nhầm lẫn từ khoá do lỗi chính tả, các thẻ (tag) có thể có nhiều hơn một nghĩa, các thẻ (tag) không rõ ràng do nhầm lẫn từ đồng nghĩa / từ trái nghĩa, các từ khoá cá nhân hóa từ một số người dùng và không có cơ chế để người dùng chỉ ra mối quan hệ phân cấp giữa các thẻ (ví dụ: một trang web có thể được gắn nhãn là cả phô mai và cheddar, tuy nhiên không có cơ chế nào có thể chỉ ra rằng cheddar là một loại phô mai hoặc nó là phân lớp của phô mai).

## Sử dụng
Đối với người dùng cá nhân, Social Bookmarking là một cách hữu ích để truy cập một bộ dấu trang được hợp nhất từ nhiều máy tính khác nhau, sắp xếp số lượng lớn dấu trang và chia sẻ dấu trang với mọi người. Các tổ chức bao gồm các doanh nghiệp, thư viện và các trường đại học đã sử dụng Social Bookmarking như một cách để gia tăng việc chia sẻ thông tin giữa các thành viên. Social Bookmarking cũng đã được sử dụng để cải thiện tìm kiếm trên web.

### Thư viện
Các thư viện đã nhận thấy Social Bookmarking là một cách hữu ích để cung cấp danh sách các liên kết thông tin đến khách hàng quen thuộc.

### Giáo dục
Các công cụ Social Bookmarking là một công nghệ mới nổi đang thu hút nhiều sự chú ý của các nhà giáo dục trong vài năm qua. Công nghệ này cung cấp các giải pháp chia sẻ kiến thức và một nền tảng xã hội để tương tác và thảo luận giữa học sinh và giáo viên. Các công cụ này ngoài việc cung cấp cơ chế để viết nhận xét bổ sung về tài liệu điện tử thì còn cho phép người dùng tham gia cộng tác gạch chân và chú thích trong một văn bản điện tử.
Trong môi trường học thuật, Social Bookmarking được sử dụng cho một số mục đích bao gồm: tổ chức và phân loại các trang web để truy xuất hiệu quả; gắn thẻ các trang để có thể truy cập trang đó từ bất kỳ máy tính nào; chia sẻ tài nguyên với người dùng khác; cho phép người thủ thư và người hướng dẫn có khả năng theo dõi sự tiến bộ của sinh viên; và cho sinh viên một cách khác để cộng tác với nhau và thực hiện những khám phá theo tập thể.

### Tối ưu hóa công cụ tìm kiếm
Social Bookmarking là một cách hiệu quả để xây dựng sự hiện diện trực tuyến của các doanh nghiệp trên Internet. Khi bạn thêm các dấu trang vào website của mình, nó giúp các công cụ tìm kiếm hiểu trang web của bạn nhiều hơn, điều này giúp trang web của bạn có thể tối ưu hóa các công cụ tìm kiếm.

#### Lập chỉ mục trang web nhanh hơn
Công cụ tìm kiếm cần cập nhật thông tin liên tục trên mỗi trang web. Các thông tin giúp công cụ tìm kiếm đánh giá được hoạt động của các trang web. Khi Google cập nhật và lưu trữ dữ liệu, nó gọi là lập chỉ mục.
Social Bookmarking giúp Google tìm và hiểu nội dung của bạn. Nó tăng tốc quá trình lập chỉ mục, giúp việc tìm kiếm tìm và xếp hạng nội dung nhanh hơn.

#### Backlinks
Khi nội dung của bạn xuất hiện trên các social bookmarking, nó sẽ tạo ra một liên kết ngược dẫn trở lại trang web ban đầu. Đây là những backlinks chất lượng cao. Backlinks chất lượng là một yếu tố quan trọng để đạt được thứ hạng đầu trên các công cụ tìm kiếm. Social Bookmarking tăng thẩm quyền và sự uy tín cho tên miền của website. Quyền cao hơn làm cho xếp hạng tốt hoặc từ khóa tìm kiếm ngành có liên quan trở nên dễ dàng hơn. Một ví dụ,  Process Street nói rằng: “Trong 30 ngày tại Process Street, khoảng 11% lưu lượng truy cập vào blog của chúng tôi đến từ các trang social bookmarking như Reddit, Inbound, và GrowthHackers”.Tại SEJ, StumbleUpon đã mang lại cho họ 5.787 pageview trong tháng 7.

#### Tăng lượng truy cập website
Social Bookmarking giúp tăng lưu lượng truy cập vào trang website.
Dấu trang có ảnh hưởng trực tiếp đến xếp hạng, và nó cũng có thể làm tăng lưu lượng truy cập. Khi nội dung của bạn xuất hiện trên một trang web social bookmarking, mọi người sẽ theo liên kết đó để truy cập vào trang web của bạn. Nếu thông tin hấp dẫn, nó có thể dẫn đến hàng ngàn khách truy cập mới mỗi tháng. Một ví dụ chỉ tong 30 ngày tại Process Street, khoảng 11% lưu lượng truy cập vào blog của họ là đến từ các trang social bookmarking như Reddit, Inbound, và GrowthHackers”. Và tại SEJ, StumbleUpon đã mang lại cho họ 5.787 pageview trong tháng 7.

#### Tín hiệu xã hội
Google coi các đánh dấu trang là một tín hiệu xã hội. Chúng giúp các công cụ tìm kiếm quyết định mức độ phổ biến của thương hiệu của bạn với công chúng. Nội dung thu hút hàng ngàn người đến trang web của bạn làm tăng thẩm quyền tên miền của bạn.Những yếu tố: Backlinks, lập chỉ mục nhanh hơn, tín hiệu xã hội và lưu lượng truy cập website giúp cho việc tối ưu hóa các công cụ tìm kiếm trở nên dễ dàng và nhanh chóng hơn.

## Social Bookmarking phổ biến
- Pocket
- Digg
- Printerest
- Mix
- Scoop.it
- Medium
- Slashdot

## So sánh với các công cụ tìm kiếm khác
Liên quan đến việc tạo ra một công cụ tìm kiếm chất lượng cao, một Social Bookmarking có một số lợi thế so với phần mềm phân loại tự động truyền thống. Tất cả các phân loại trên Internet dựa trên tag (như các trang web) được thực hiện bởi con người, những người hiểu nội dung của Internet, trái ngược với phần mềm, đang phân loại bằng các thuật toán cố gắng xác định ý nghĩa và chất lượng của nội dung trên Internet. Ngoài ra, mọi người có thể tìm và đánh dấu các trang web chưa được chú ý. Ngoài ra, hệ thống Social Bookmarking có thể xếp hạng tài nguyên dựa trên số lần những người dùng đã đánh dấu trang đó, đây có thể là một số liệu hữu ích hơn cho người dùng cuối so với các hệ thống xếp hạng tài nguyên truyền thống. Tuy nhiên, cả hai loại xếp hạng này đều dễ bị lừa đảo, và cả hai đều cần các biện pháp đối phó kỹ thuật để cố gắng giải quyết vấn đề này.

## Lạm dụng
Social Bookmarking dễ bị tham nhũng và lạm dụng. Do sự phổ biến của nó, một số người đã bắt đầu sử dụng nó như một công cụ để tối ưu hóa tìm kiếm, từ đó cải thiện thứ hạng hiển thị của trang web của họ. Một trang web được gửi và gắn thẻ càng thường xuyên thì càng có nhiều cơ hội được tìm thấy. Từ đó, nhiều người đã bắt đầu lặp đi lặp lại gửi nhiều những thư rác có đánh dấu trang web của họ hoặc gửi nhiều thư rác có gắn những thẻ phổ biến vào trang web của họ, buộc các nhà phát triển Social Bookmarking phải liên tục điều chỉnh hệ thống bảo mật để khắc phục sự lạm dụng.